# 余角

一对互餘角

如果两个角的和是直角（也就是90°），那么称这两个角互为餘角（complementary angles），简称互餘，也可以说其中一个角是另一个角的餘角。用數學語言来表示就是：
若∠A +∠B=90°，则∠A 和 ∠B互为餘角。∠B的餘角为∠A，其度數是90°-∠B。∠A的餘角为∠B，其度數是90°-∠A。

## 性质
- 直角三角形的两个銳角互为余角。
- 若∠A 和 ∠B互为餘角，則其三角函数之間有如下關係：
{\displaystyle \sin \angle A=\cos \angle B}，
{\displaystyle \cos \angle A=\sin \angle B}，
- 如果∠A 和 ∠B互为余角，并且两者模{\displaystyle \pi }（圓周率）都不等於0°，那麼還有：
{\displaystyle \tan \angle A=\cot \angle B}，
{\displaystyle \cot \angle A=\tan \angle B}，
{\displaystyle \sec \angle A=\csc \angle B}，
{\displaystyle \csc \angle A=\sec \angle B}，

## 參见
- 補角